# 考えてもムダさ
『考えてもムダさ』（かんがえてもムダさ、Non pensarci）は2007年のイタリアのコメディ映画。
監督はジャンニ・ザナージ、出演はヴァレリオ・マスタンドレアとジュゼッペ・バッティストンなど。
冴えない生活から逃れるために久しぶりに実家に帰った35歳の男が自分以上に問題を抱えた家族たちに振り回される姿を描いている。
2007年にいくつかの国際映画祭で上映された後、本国イタリアでは2008年4月に一般公開された。
日本では2008年5月に開催された「イタリア映画祭2008」で上映された他、2020年11月から開催された「イタリア映画祭2020」では視聴可能人数に制限を設けた上で有料でオンライン配信された。
2009年には同じキャストでテレビシリーズ化されている。

## ストーリー
もうじき36歳になるステファノは、かつては成功を収めていたパンクロック・バンドのギタリストだったが、今は落ちぶれ、仕事もプライベートも冴えない。そんな生活に疲れたステファノは久しぶりに実家に帰る。ステファノを温かく迎え入れる家族だったが、実はそれぞれに問題を抱えており、中でも、父親からフルーツの瓶詰め工場を継いだ兄アルベルトは経営に失敗し、借金まみれで倒産寸前の上、妻子と別居中で、すっかり精神衰弱に陥っていたのである。これまで家業のことなど全く見向きもしなかったステファノだったが、妹のミケーラとともに資金繰りと工場の運営に奔走するものの、当然ながらうまくはいかない。さらには母親から本当の父親は不倫相手で最近亡くなったばかりの男だと知らされる。
一方、アルベルトの状態を心配した旧友のカルロは娼婦のナディーンにアルベルトとデートをするように依頼する。そうとは知らないアルベルトはすっかりナディーンに夢中になり、彼女から自分が娼婦であることを聞かされても、想いを止めることができない。しかし、ナディーンの普段の生活を見てしまったことでアルベルトの熱は冷めていく。
ステファノの旧友で心を病んでいたルチアーノが送電施設で自分の体をケーブルに繋いで感電死し、周囲一体を停電させる事件が起きるなど、ステファノの周りで様々な出来事が起きる中、父ワルターは旧友のトスキから新製品に投資するとの提案を受け、アルベルトに任せることにする。ふいに工場の経営に明るい展望が見えてくる一方で、アルベルトと妻ジュリアの関係も修復に向かう。そして、ワルターはステファノに、なるようにしかならないのだから、家のことは心配せず、本来の居場所である音楽の世界に戻って自分の道を突き進むように言う。家族に温かく見送られたステファノがかつての輝きを取り戻すであろうことが示唆されて物語は終わる。

## キャスト
- ステファノ・ナルディーニ: ヴァレリオ・マスタンドレア - パンクロック・バンドのギタリスト。もうじき36歳。
- アルベルト・ナルディーニ: ジュゼッペ・バッティストン - ステファノの兄。父から継いだ工場の経営に失敗。
- ミケーラ・ナルディーニ: アニタ・カプリオーリ（イタリア語版） - ステファノの妹。大学を辞めてイルカの飼育係に。
- ナディーン: カテリーナ・ムリーノ - 娼婦。カルロからアルベルトとのデートを依頼される。
- パオロ・グイディ: パオロ・ブリグリア（イタリア語版） - 地元の若手議員。ステファノらの旧友。
- カルロ: ディーノ・アッブレーシャ（イタリア語版） - ステファノらの旧友。警備員。面倒見が良い。
- ワルター・ナルディーニ: テコ・セリオ（イタリア語版） - ステファノの父親。隠居してゴルフ三昧。70歳。
- ジュリアーナ・ナルディーニ: ジゼラ・ブリナート（イタリア語版） - ステファノの母親。
- ルチアーノ（マトリックス）: ルチアーノ・スカルパ（イタリア語版） - ステファノの旧友。心を病んで燃え尽き状態。
- フランチェスコ: パオロ・サッサネッリ（イタリア語版） - 銀行家。
- リッカルド・マルティネッリ: ナタリーノ・バラッソ（イタリア語版） - 労働組合長。アルベルトと決裂中。
- ジュリア: パオラ・ベキス - アルベルトの別居中の妻。
- マヌエラ: ラファエラ・レボローニ - 工場の現場を管理・運営している女性。

## 受賞歴
| 賞                                   | 部門             | 対象                                      | 結果       |
| ------------------------------------ | ---------------- | ----------------------------------------- | ---------- |
| 第54回ダヴィッド・ディ・ドナテッロ賞 | 主演男優賞       | ヴァレリオ・マスタンドレア                | ノミネート |
| 第54回ダヴィッド・ディ・ドナテッロ賞 | 助演男優賞       | ジュゼッペ・バッティストン                | 受賞       |
| 第63回ナストロ・ダルジェント賞       | 最優秀作品監督賞 | ジャンニ・ザナージ                        | ノミネート |
| 第63回ナストロ・ダルジェント賞       | 脚本賞           | ジャンニ・ザナージ ミケーレ・ペレグリーニ | ノミネート |
| 第63回ナストロ・ダルジェント賞       | 主演男優賞       | ヴァレリオ・マスタンドレア                | ノミネート |
| 第63回ナストロ・ダルジェント賞       | 助演男優賞       | ジュゼッペ・バッティストン                | ノミネート |
| 第63回ナストロ・ダルジェント賞       | 助演女優賞       | アニタ・カプリオーリ                      | ノミネート |